# Giro di Lombardia 1927
Il Giro di Lombardia 1927, ventitreesima edizione della corsa, si svolse il 30 ottobre 1927 su un percorso di 252 km con partenza e arrivo a Milano. Fu vinto dall'italiano Alfredo Binda, giunto al traguardo con il tempo di 8h57'27", alla media di 28,132 km/h, precedendo i connazionali Alfonso Piccin e Antonio Negrini.
Presero il via  103 ciclisti; 57 di essi portarono a termine la gara.

## Ordine d'arrivo (Top 10)
| Pos. | Corridore           | Squadra         | Tempo    |
| ---- | ------------------- | --------------- | -------- |
| 1    | Alfredo Binda       | Legnano-Pirelli | 8h57'27" |
| 2    | Alfonso Piccin      | Christophe      | a 4'11"  |
| 3    | Antonio Negrini     | Wolsit-Pirelli  | s.t.     |
| 4    | Giuseppe Pancera    | Berrettini      | a 4'12"  |
| 5    | Luigi Giacobbe      | Wolsit-Pirelli  | s.t.     |
| 6    | Albert Blattmann    | Diamant         | a 4'13"  |
| 7    | Giovanni Brunero    | Legnano-Pirelli | a 5'57"  |
| 8    | Alessandro Catalani | Wolsit-Pirelli  | a 6'21"  |
| 9    | Michele Mara        | -               | a 8'18"  |
| 10   | Battista Visconti   | -               | a 13'58" |